# Lissonota subnuda
Lissonota subnuda là một loài tò vò trong họ Ichneumonidae.